# Troy Bolton
Troy Rose Bolton è il protagonista della trilogia High School Musical, interpretato da Zac Efron.

## Il personaggio
Troy è lo studente più popolare della East High, ed incontra Gabriella in un bar mentre era in vacanza, e i due cantano insieme. Lui e la ragazza, poi si ritrovano frequentando la stessa scuola, in quanto, Gabriella si è trasferita ad Albuquerque. Attraverso una serie di eventi, i due si innamorano e, quando finiscono per cantare insieme ancora una volta, si mettono assieme. Dopo una serie di alti e bassi per tutto il film, il loro rapporto è pieno di amore, lo si capisce perfettamente quando Troy sceglie di frequentare il college di Berkeley, a soli 32,7 miglia dalla scelta di Gabriella, ovvero la Stanford University in contrapposizione a quello delle 1053 miglia del college di Albuquerque. È il migliore amico di Chad Danforth . È anche amico di Ryan Evans, che è esattamente il contrario per Gabriella nei riguardi di Sharpay Evans.
Nel 2006, per la sua interpretazione di Troy Bolton, Zac Efron ha vinto il Teen Choice Awards insieme a Vanessa Hudgens.